# Janne Laukkanen
Janne Kristian Laukkanen, född 19 mars 1970 i Lahtis, är en finländsk före detta ishockeyspelare.
Laukkanen blev olympisk bronsmedaljör i ishockey vid vinterspelen 1994 i Lillehammer.